# Юха Тіайнен
Юха Тіайнен (фін. Juha Tiainen, нар. 5 грудня 1955, Уукініємі, Фінляндія — 27 квітня 2005, Лаппеенранта, Фінляндія) — фінський легкоатлет, що спеціалізується на метанні молота, олімпійський чемпіон 1984 року.

## Кар'єра
| Рік                   | Змагання              | Місто                 | Місце                 | Примітки              |                       |
| Представник Фінляндія | Представник Фінляндія | Представник Фінляндія | Представник Фінляндія | Представник Фінляндія | Представник Фінляндія |
| --------------------- | --------------------- | --------------------- | --------------------- | --------------------- | --------------------- |
| 1980                  | Олімпійські ігри      | Москва, СРСР          | 10                    | 71.38 м               |                       |
| 1982                  | Чемпіонат Європи      | Афіни, Греція         | 12                    | 72.12 м               |                       |
| 1983                  | Чемпіонат світу       | Гельсінкі, Фінляндія  | 9                     | 75.60 м               |                       |
| 1984                  | Олімпійські ігри      | Лос-Анджелес, США     | 1                     | 78.08 м               |                       |
| 1986                  | Чемпіонат Європи      | Штутгарт, ФРН         | 18 (кв.)              | 71.16 м               |                       |
| 1987                  | Чемпіонат світу       | Рим, Італія           | 13 (кв.)              | 75.10 м               |                       |
| 1988                  | Олімпійські ігри      | Сеул, Південна Корея  | 16 (кв.)              | 73.24 м               |                       |
| 1990                  | Чемпіонат Європи      | Спліт, Югославія      | 9                     | 73.70 м               |                       |